# 朱稽河
朱稽河，位于中国江苏省赣榆县南部，是一条独流入海水。发源于赣榆县班庄镇祝其山，东南流经门河、城西和宋庄等地，最后于三洋港入黄海。全长37.5公里，流域面积175平方公里。